# Matti Klockars
Leo Gustav Mathias (Matti) Klockars, född 2 juni 1940 i Vasa, är en finländsk läkare. 
Klockars, som är specialist i invärtes medicin och allmänmedicin och som innehar en särskild kompetens i försäkringsmedicin, blev medicine och kirurgie doktor 1975 och professor i allmänmedicin vid Helsingfors universitet 1990. Han har publicerat vetenskapliga arbeten om lysozym, klinisk immunologi, syreradikaler och fibrer samt företagsmedicin. Han valdes till ordförande för Signe och Ane Gyllenbergs stiftelse 2001. 